# Göteborgs och Bohus län

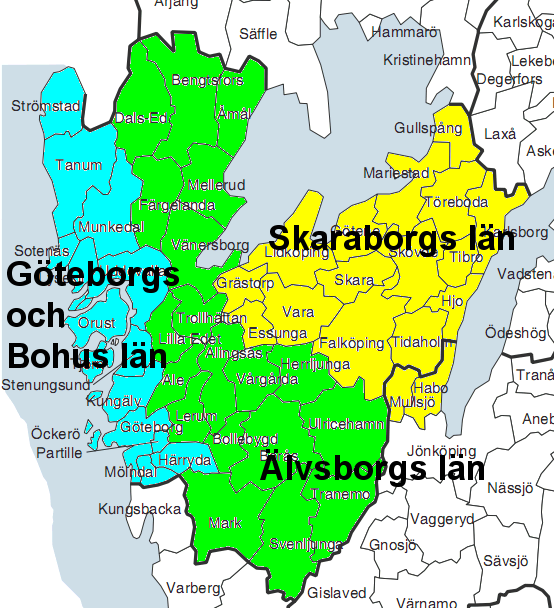
Gamla länsindelningen i Västergötland, Bohuslän och Dalsland.

Göteborgs och Bohus län var ett län i västra Sverige, omfattande landskapet Bohuslän, de västra delarna av landskapet Västergötland samt från 1967 Valbo-Ryrs socken i Dalsland och från 1971 Lindome socken i norra Halland, vilket sedan 1998 ingår i Västra Götalands län. Residensstad var Göteborg, med en del av länsstyrelsens administration förlagd till Uddevalla. Länsbokstav var O.

## Historik
År 1658 blev Bohuslän svenskt i och med freden i Roskilde. Till en början styrdes provinsen av en guvernör, med Bohus fästning vid Kungälv som residens.
År 1680 inrättades länet under namnet Bohus län. Det erövrade landskapet förenades med Göteborgs stad och omkringliggande härader: Sävedals, Askims och Östra Hisings, som tidigare hört till Älvsborgs län.
År 1682 infördes svensk lag även i de före detta norska delarna.
År 1700 ändrades namnet till Göteborgs och Bohus län och Göteborg blev residensstad.
Den 31 december 1997 upplöstes länet och den 1 januari 1998 bildades Västra Götalands län genom sammanslagning av Göteborgs och Bohus län, Älvsborgs län och större delen av Skaraborgs län.

## Städer
- Göteborg
- Kungälv
- Lysekil
- Marstrand
- Mölndal
- Strömstad
- Uddevalla